# 九龍巴士37線
九龍巴士37線是香港的一條巴士路線，來往葵盛（中）及奧運站，提供葵涌葵盛邨及葵芳來往長沙灣、旺角及大角咀的巴士服務。
九龍巴士37X線是37線的特別班次，由葵涌邨單向前往油麻地，提供葵涌邨、葵盛邨及葵芳特快前往尖沙咀及佐敦的巴士服務，只於星期一至五上午繁忙時間提供服務。

## 歷史
- 1972年9月18日：本線為配合葵盛發展而開辦，來往葵盛（當時總站位於葵盛邨第15座舊址附近，即現時葵盛（東）巴士總站附近）及九龍大角咀碼頭，途經欽州街、荔枝角道入塘尾道，反之亦然。
- 1977年1月30日：為配合葵盛西邨落成而延長至葵盛（中），期間往九龍方向為配合33C線於非繁時段停開而繞入葵芳邨。
- 1979年2月16日：本線往大角咀方向改經興芳路及貨櫃碼頭路，但不再繞入葵芳邨內通道，成為唯一單向途經貨櫃碼頭路的葵青區對外市區路線。
- 1979年6月18日：往九龍方向改入上海街，而不經塘尾道。
- 1979年12月31日：往葵涌方向繞經砵蘭街，也不再經塘尾道。
- 1982年5月16日：因地鐵荃灣綫全線通車，來回程改經葵涌道，不經貨櫃碼頭路，以及為配合37M線縮短至葵興地鐵站（葵興鐵路站），更改本線往旺角區行車路線，沿長沙灣道往彌敦道入西洋菜街，深入旺角核心地段。
- 1992年5月21日：往葵涌方向改經新填地街、旺角道及彌敦道，不經上海街。
- 1994年9月16日：配合葵盛（北）發展，此路線往大角咀方向繞經葵盛圍上段。
- 1995年5月8日：本線由大角咀碼頭總站遷往大角咀新填海區臨時巴士總站。
- 1997年7月14日：九巴增派空調巴士於本線行走。
- 1998年7月19日：配合奧運站公共運輸交匯處啟用，本線遷往該總站。
- 2007年12月2日：配合兩鐵合併，九巴改稱奧運站為奧運鐵路站。
- 2011年7月1日：為方便葵芳的乘客，本線往九龍方向再度回復當年（30餘年前）改經葵芳的一段興芳路上荃灣路，但不經貨櫃碼頭路[5]。
- 2011年12月25日：本線提升至全線空調服務[6]。
- 2015年6月27日：增設到站時間預報。[7]
- 2024年8月19日：37X線投入服務，由葵涌邨單向往油麻地；因應37X線開辦，37線於星期一至五（公眾假期除外）除07:00由奧運站開出之班次外，其餘09:15前往葵盛（中）方向班次取消。[8]

## 服務時間及班次
37
| 葵盛（中）開     | 葵盛（中）開 | 葵盛（中）開 | 奧運站開         | 奧運站開            | 奧運站開            |
| 日期             | 服務時間     | 班次（分鐘） | 日期             | 服務時間            | 班次（分鐘）        |
| ---------------- | ------------ | ------------ | ---------------- | ------------------- | ------------------- |
| 星期一至五       | 05:30        | 05:30        | 星期一至五       | 07:00（只限上課日） | 07:00（只限上課日） |
| 星期一至五       | 05:50-07:20  | 15           | 星期一至五       | 09:15-10:35         | 20                  |
| 星期一至五       | 07:20-08:20  | 12           | 星期一至五       | 10:35-17:20         | 15                  |
| 星期一至五       | 08:20-10:20  | 15           | 星期一至五       | 17:20-18:25         | 13                  |
| 星期一至五       | 10:20-11:00  | 20           | 星期一至五       | 18:25-20:25         | 15                  |
| 星期一至五       | 11:00-13:15  | 15           | 星期一至五       | 20:25-21:05         | 20                  |
| 星期一至五       | 13:15-15:55  | 20           | 星期一至五       | 21:05-22:05         | 15                  |
| 星期一至五       | 15:55-17:55  | 15           | 星期一至五       | 22:05-00:25         | 20                  |
| 星期一至五       | 17:55-23:55  | 20           | 星期六           | 06:20-13:00         | 20                  |
| 星期六           | 05:30-06:30  | 20           | 星期六           | 13:00-21:45         | 15                  |
| 星期六           | 06:30-17:15  | 15           | 星期六           | 21:45-00:25         | 20                  |
| 星期六           | 17:15-23:55  | 20           | 星期日及公眾假期 | 06:20-11:00         | 20                  |
| 星期日及公眾假期 | 05:30-07:30  | 20           | 星期日及公眾假期 | 11:00-21:45         | 15                  |
| 星期日及公眾假期 | 07:30-18:15  | 15           | 星期日及公眾假期 | 21:45-00:25         | 20                  |
| 星期日及公眾假期 | 18:15-23:55  | 20           |                  |                     |                     |

37X
- 星期一至五：
  - 葵涌邨開：07:35、07:50、08:05、08:20、08:40、09:00

星期六、日及公眾假期不設服務

## 收費
| 路線 | 全程收費 | 分段收費                                                                       |
| ---- | -------- | ------------------------------------------------------------------------------ |
| 37   | $6.7     | - 旺角警署往奧運站：$5.8 - 智芳街往葵盛（中）：$5.1 - 葵康苑往葵盛（中）：$4.6 |
| 37X  | $9.3     | - 雅翔道（西區海底隧道）往油麻地：$5.8                                         |

| - 本線設有12歲以下小童及65歲或以上長者半價優惠。 - 65歲或以上香港居民使用「樂悠咭」，以及12歲以下合資格殘疾兒童使用「殘疾人士身份」個人八達通繳付車資，均可享有每程$2.0或半價（以較低者為準）的票價優惠；12至64歲合資格殘疾人士使用「殘疾人士身份」個人八達通（包括「樂悠咭」），以及60至64歲香港居民使用「樂悠咭」繳付車資，均可享有每程$2.0或全費（以較低者為準）的票價優惠。 - 65歲或以上長者如使用長者或一般個人八達通繳付車資，則只可享有半價優惠；12至64歲合資格殘疾人士如不使用「殘疾人士身份」個人八達通，以及60至64歲人士如不使用「樂悠咭」繳付車資，必須繳付全費。 - 乘客可以現金或八達通於上車時付款，不設找續。 - 每位成人乘客可免費攜帶最多兩名4歲以下而不佔座位的兒童乘客乘車，超額之4歲以下小童必須繳付小童車費乘車。 - 持有「九巴月票」之乘客在車票有效期內，每日可享最多10程任何九龍巴士及龍運巴士路線（包括本路線，以及聯營路線的九龍巴士／龍運巴士提供的班次；惟乘搭機場「A」及「NA」線則可享原價二七折優惠（不會計算每天10次合資格車程））；而B1線則每日可享最多各2程（不會計算每天10次合資格車程）。 - 九龍巴士、城巴、龍運巴士及陽光巴士全職員工及家屬（不包括外判職員）可免費乘搭本路線，惟必須拍職員或職員家屬八達通。 - 乘客亦可透過多元化電子支付系統（e度嘟）繳付車資，包括使用非接觸式VISA卡、JCB卡、萬事達卡、銀聯卡、美國運通、大來國際、Discover Card、Apple Pay、Google Pay、Samsung Pay、AlipayHK「易乘碼」、支付寶、WeChatHK／微信支付「搭車碼」、銀聯雲閃付「乘車碼」及BOC Pay「乘車碼」。乘客使用此付款方式，使用此支付方式的乘客可享有中途下車之分段收費，以及與其他九巴／龍運獨營路線或聯營線九巴／龍運班次之轉乘優惠，惟不適用於與非九巴／龍運路線之轉乘優惠，亦不能享有「公共交通費用補貼計劃」及「長者及合資格殘疾人士公共交通票價優惠計劃」。 |

### 八達通轉乘優惠
乘客登上本線後150分鐘內以同一張八達通卡轉乘以下路線，或從以下路線登車後150分鐘內以同一張八達通卡轉乘本線，次程可獲$4.2車資折扣優惠：
37←→18
- 37往奧運站→ 18往愛民
- 18往深水埗 → 37往葵盛

37←→61M
- 61M往荔景 → 37往奧運站
- 37往葵盛 → 61M屯門

## 使用車輛
最初開線時以當時70年代嶄新的「長牛」丹拿 E 型為主帥，而「大水牛」AEC Regent五型亦間中支援，並於1980年代初以丹拿平頂寶及「雞車」勝利二型行走，及後換上攀爬能力高的三軸都城嘉慕11米行走（因要應付葵盛圍山路十分陡峭，情況與慈雲山邨及藍田邨一樣）。
2009年11月，本線加強低地台巴士服務，調派2輛丹尼士三叉戟12米（Duple Metsec車身，ATR）雙層空調巴士行走本線。2010年4月，該2輛低地台掛牌車亦換成富豪超級奧林比安12米（Alexander車身，3ASV）雙層巴士。
現時用車包括10輛亞歷山大丹尼士Enviro 500 MMC 12米（ATENU）雙層巴士，均屬九巴青衣車廠。
| 車隊編號  | 車牌   |
| --------- | ------ |
| ATENU4    | SA3148 |
| ATENU5    | SA3509 |
| ATENU209  | SK7384 |
| ATENU1654 | SK9997 |
| ATENU1655 | SK2178 |
| ATENU1656 | SK1019 |
| ATENU1658 | SK5934 |
| ATENU1660 | SK9239 |
| ATENU1661 | SL1955 |
| ATENU1662 | SL3599 |

## 行車路線
37

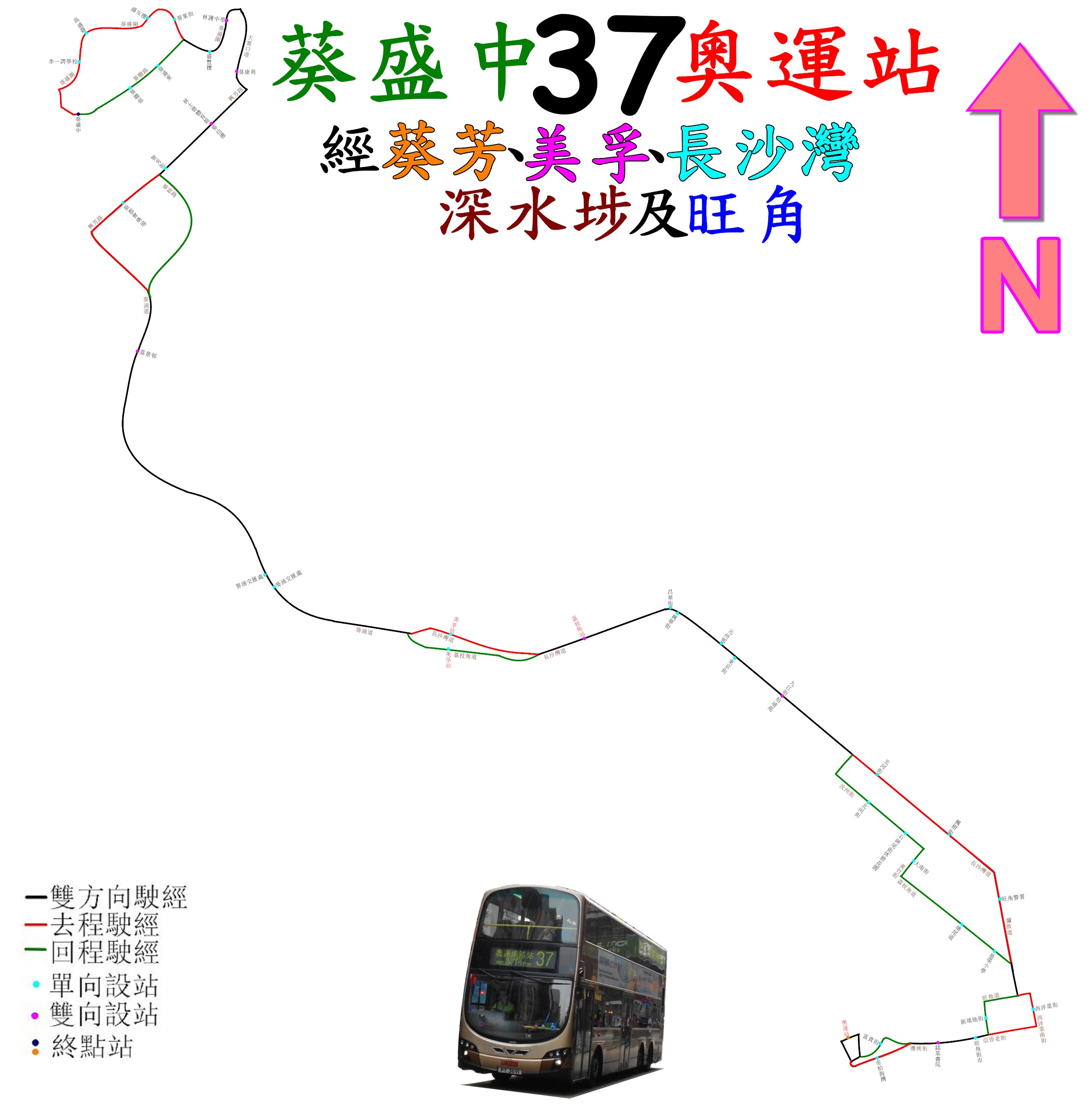
37路線的走線圖

葵盛（中）開經：葵聯路、葵盛圍、大窩口道、興芳路、葵青交匯處、荃灣路、葵涌道、長沙灣道、彌敦道、旺角道、西洋菜南街、亞皆老街、櫻桃街及海景街。
奧運站開經：深旺道、櫻桃街、大角咀道、櫻桃街、亞皆老街、新填地街、旺角道、彌敦道、荔枝角道、黃竹街、汝州街、欽州街、長沙灣道、荔枝角道、葵涌道、葵富路、興芳路、大窩口道、葵盛圍及葵聯路。
37線具體停站請參考資訊框
37X
經：大窩口道、葵盛圍、葵聯路、葵盛圍、大窩口道、興芳路、葵青交匯處、荃灣路、青葵公路、西九龍公路、雅翔道、柯士甸道西、廣東道、梳士巴利道及彌敦道。
37X線具體停站請參考資訊框

## 客量
本線是葵盛圍唯一一條來往九龍西的巴士路線，由於該帶遠離港鐵站，加上收費較港鐵以及其他來往九龍西的交通工具便宜，同時亦吸納部份33A線乘客，故繁忙時間的客量相當不俗，但本線班次不算頻密，因此時常出現頂閘情況。此外，葵芳亦有不少乘客會乘搭本線來往葵盛一帶，因此非繁忙時間仍有一定客量支持。
據2013-2014年路線發展計劃，本線每日平均乘客量為約7930人次，最繁忙的一小時載客率為64%，非繁忙時段的載客率為43%。
2020年，載客率75%。

## 外部連結
九巴
- 九龍巴士37線 （页面存档备份，存于）

其他
- 九巴37線－i-busnet.com （页面存档备份，存于）
- 九巴37線－681巴士總站 （页面存档备份，存于）